# 南海白浜急行バス
南海白浜急行バス（なんかいしらはまきゅうこうバス）は、和歌山県にかつて存在したバス事業者。南海グループに属し、南海電気鉄道の子会社であった。略称は「南海白急バス」。乗合バス事業および貸切バス事業（観光バスなど）を営み、営業所は和歌山市と御坊市に存在した。1984年に御坊南海バスと和歌山南海観光バスに分離されて会社は消滅した。
かつての和歌山 - 白浜線の一部とその他の御坊市内の路線を御坊南海バスが引き継ぎ、その後の合併により現在は熊野御坊南海バスが運行する。和歌山市内の貸切バス事業は和歌山南海観光バスが継承した後、大阪の南海観光バスともどもクリスタル観光バスに売却された。

## 歴史

### 南海バス (1950-1974)
南海バスは、和歌山県にかつて存在したバス事業者で、当初の名称は南海自動車といい、その前身は日高小型自動車である。1940年代頃に中紀地区の複数のバス会社を経営統合し、1950年に南海バスへ改称した。1954年には現存する中紀バスを分離独立させている。
当初は南海電気鉄道との資本関係を持たなかったが、1960年に同社の子会社となった。以後、御坊市内を中心に路線バスの運行を続けた。
なお、現在大阪府内でバス路線を運行している南海バス (2001-)との間に直接の関係は存在せず、和歌山の南海バスがあった当時、府下の南海のバス路線は南海電気鉄道による直営事業であった。

### 白浜急行バス
白浜急行バスは、和歌山県にかつて存在したバス事業者で、南海電気鉄道が中心となり設立した。地元では愛称として「白急バス（しらきゅうばす）」と呼ばれた。
1955年2月より、大阪（内本町二丁目バスセンター）から白浜温泉まで、所要時間にして7時間半、196.0kmに及ぶ長距離路線の運行を開始した。運行回数は1日1往復であった。運行開始にあたっては、大阪市との間で、内本町二丁目～西住の江（11.0km）で運輸協定を締結した。
日本交通公社『最新旅行案内 第15』（1959年）によれば、白浜急行バスは、大阪からの運賃は650円、さらに座席指定料として50円を必要とした。
南海白浜急行バスの看板路線であった、和歌山市駅 - 白浜駅間の長距離バス路線も、元はこの会社のものであった。
1960年における営業所所在地
運輸広報協会『運輸年鑑』（1960年）による。
- 本社　南区難波新地6-12
- 白浜営業所　和歌山県西牟婁郡白浜町687 明光バスKK内
- 堺営業所　堺市花田口町3-81

1964年における営業所所在地
人事興信所『日本職員録（第10版）』（1964年）による。
- 本社および難波営業所　大阪市浪速区河原町2-1451
- 石津川営業所　大阪府堺市浜寺石津町中2丁245
- 住ノ江営業所　大阪市住吉区西住ノ江町
- 白浜支社和歌山県西牟婁郡白浜町2763
- 白浜営業所　和歌山県西牟婁郡白浜町2761

1965年における営業所所在地
日本統計協会『会社企業名鑑』（1965年）による。
- 本社　大阪市浪速区河原町2-1452
- 住之江営業所　大阪市住吉区西住之江町1-45-2
- 白浜支社　和歌山県西牟婁郡白浜町890-88
- 白浜営業所　和歌山県西牟婁郡白浜町3781-78

### 1974年の合併と南海白浜急行バスの誕生
1974年、南海バスと白浜急行バスは合併し、新たに南海白浜急行バスが創設された。本社は和歌山市西浜866にあった。同社は白浜発着の長距離路線を中心に運行し、また白浜地区では明光バスとの激しい競争を繰り広げていた。
バス車体のカラーリングは、白地に下部に紺色とその他に朱色の帯を巻いた塗装で、それ以前には白と紺のみの車両も存在した。これらの塗装は分離後、御坊南海バスは緑系のカラー（さらにその後「Nカラー」と呼ばれる現塗装）へ変更、和歌山南海観光バスは、南海グループの貸切バス共通カラーである白地に橙と黄色のカラーリングへ変更された。御坊南海バスでも貸切バスでは南海グループ共通カラーを採用している。
1984年、南海白浜急行バスは社名消滅。会社は先述の2社に分離された。また同社を代表する路線であった白浜までの長距離路線も消滅した。
御坊南海バスは、和歌山市駅前 - 湯浅間のバス路線（うち和歌山市駅から海南駅前間は和歌山バス・大十バスの路線と同ルートを辿る）を運行していたが、これは南海白浜急行バスの白浜線の路線の一部である。分離当初は御坊まで運転していた。

### 年表
- 1926年（大正15年）- 日高小型自動車が創業。
- 1929年（昭和4年）-　南海自動車に改称。
- 1950年（昭和25年）- 南海バスに改称。
- 1954年（昭和29年）6月 - 南海バスが、有田地区のバス路線を中紀バスとして分離。
- 1954年（昭和29年）12月9日 - 南海電鉄が中心となり、和歌山県下のバス会社と共同出資による合弁会社として、白浜急行バスを設立。所在地は、大阪市南区難波新地6-12。
  - 明光バスは、白浜急行バスに12000株（600万円）出資するとともに、会長・坂内義雄氏、社長・小竹林二氏を白浜急行バスに送る（1954年9月17日）。
- 1955年（昭和30年）2月10日 - 白浜急行バス、大阪～白浜間で路線バスを運行開始。
- 1955年（昭和30年）7月 - 白浜急行バス、大阪で貸切免許を得る。
- 1958年（昭和33年）4月28日- 白浜急行バス、旅行斡旋業に登録（運輸省告示第357号）。難波営業所として大阪市浪速区河原町2丁目1452番地、白浜営業所として和歌山県西牟婁郡白浜町3781の7。
- 1959年（昭和34年）5月 - 白浜急行バス、白浜で貸切免許を得る。
- 1960年（昭和35年）- 南海バスが、南海電気鉄道の子会社となり南海グループ入り。
- 1960年（昭和35年） - 10月に大阪でタクシー免許、12月に白浜でタクシー免許を得る。
- 1963年（昭和38年）4月8日 - 白浜急行バスは、定期観光バスビーチライン営業開始。
- 1964年（昭和39年）1月 - 白浜急行バス、白浜観光を買収する。
- 1964年（昭和39年）8月1日 - 白浜急行バス、和歌山市～白浜温泉間で3往復を増発して、1日4往復となる。
- 1965年（昭和40年） -  白浜急行バス、和歌山市～白浜間の国道42号線の完全舗装化により、急行バスを4往復増便し、1日7往復とする。難波～和歌山市間の特急・急行列車と連絡する運行とする。
- 1969年（昭和44年） - 白浜急行バス、一部便を白浜空港へ乗入れ。
- 1970年（昭和45年）1月 - 白浜急行バス、大阪の発着地を内本町二丁目バスセンターから難波に変更し、運行区間を短縮。
- 1971年（昭和46年） -  白浜急行バス、和歌山港乗り入れ
- 1973年（昭和48年） - 白浜急行バス、難波乗り入れ廃止。和歌山港～白浜温泉間に短縮。
- 1974年（昭和49年）- 南海バスと白浜急行バスの合併により、南海白浜急行バスに改称。[4]
- 1974年（昭和49年）- 南海白浜急行バス、和歌山港乗り入れを廃止し、和歌山市発着とする。
- 1977年（昭和52年） - 南海白浜急行バス、白浜空港乗り入れを廃止。
- 1984年（昭和59年）3月6日 - 御坊南海バスと和歌山南海観光バスに分離され、会社は消滅。
- 1984年（昭和59年）10月1日 - 御坊～白浜間の運行を廃止。和歌山市駅～御坊間を御坊南海バスに移管。

## 路線

### 長距離バス
- 1955年（昭和30年）？ - 大阪（内本町バスセンター） - 和歌山市駅 - 御坊 - 田辺 - 白浜間で運行開始。
- 1969年（昭和44年）頃 - 一部の便を白浜空港まで延長。
- 1970年（昭和45年） - 内本町から難波発着に変更。
- 1971年（昭和46年） - 和歌山港発着を設定。
- 1973年（昭和48年） - 難波発着を廃止。
- 1974年（昭和49年） - 和歌山港発着を廃止、和歌山市駅 - 白浜・白浜空港（一部便）間の運行となる。
- 1977年（昭和52年） - 白浜空港発着を廃止、白浜（湯崎）発着に変更。
- 1984年（昭和59年） - 御坊 - 白浜間を廃止、和歌山市駅 - 御坊間は御坊南海バスへ移管。

### 定期観光バス
白浜の観光名所をめぐる定期観光バスも運行していた。
白浜ビーチライン
- 1966年（昭和41年）から1970年（昭和45年）まで運行
  - Aコース：白浜駅 - 千畳敷 - 三段壁 - ロープウェイ - 湯崎
  - Bコース：東白浜発で上記のルート

南紀名所めぐり
- 1970年（昭和45年）から1979年（昭和54年）頃まで運行
  - Aコース：白浜駅 - 白浜温泉 - 湯崎 - 千畳敷 - 三段壁 - 臨海 - 日の岬 - 道成寺 - 御坊駅
  - Bコース（1）：御坊駅 - 道成寺 - 日の岬 - 千畳敷 - 三段壁 - 臨海 - 白浜温泉 - 湯崎
  - Bコース（2）：出発当日に御坊駅 - 道成寺 - 日の岬 - 白浜温泉 - 湯崎と運行し、翌日に千畳敷・三段壁など白浜を観光するコース。

## 備考
和歌山 - 白浜間は2000年代に入り、同じ南海電気鉄道の子会社である和歌山バスと、近畿日本鉄道の子会社で南海電気鉄道も株式を保有する明光バスも、高速バス車両を使用した路線を運行していた（2007年9月14日から2016年3月26日まで）。